# Des histoires à raconter
Singles de Casseurs Flowters
Change de pote
(2014) À l'heure où je me couche
(2015)
Des histoires à raconter est un morceau de hip-hop des Casseurs Flowters, produit par Skread. Dernier single de leur premier album studio Orelsan et Gringe sont les Casseurs Flowters, il sort le 12 décembre 2014. Le titre du morceau tel qu'il apparaît dans l'album est 06h16 – Des histoires à raconter.
Dans cette chanson très différente par rapport au reste de l'album, Orelsan et Gringe rappent sur leur passé et leurs doutes concernant leur vie, dans un clip salué unanimement par la critique.

## Développement
Orelsan rappe « C'est nous les ringards de demain » en référence à « C'est nous le futur » dans RaelSan deux ans plus tôt,. Orelsan avoue ici sa peur de devenir ringard, de vieillir et développe : « À un moment, on nous a présentés comme des personnes qui symbolisaient la génération Y, avec Bref, Norman, etc. Et c’est le meilleur moyen d'être ringard très vite. Ça arrivera fatalement de toute façon. Ce n’est pas grave, mais il faut en avoir conscience. ». Il ajoute vouloir faire attention aux mots employés, aux musiques pour ne pas être datés trop rapidement, sans non plus tomber dans une sorte de « jeunisme » exagéré : « On est encore légitimes dans ce discours [de jeunes adultes], même si on est un peu plus rangés. ». Cet ultime titre se montre beaucoup plus personnel et mélancolique que les précédents. Sur une musique beaucoup moins entraînante et dansante que les morceaux précédents, les Casseurs Flowters rappent un morceau plus sérieux et premier degré que les autres,. Le journaliste Charles Crost décrit ce titre ainsi : « les Casseurs Flowters développent un propos dépressif autour de la vanité de la fête et de la stagnation. La paire doute d'elle-même. ».
En décembre 2014, ils dévoilent le dernier clip de l'album, Des histoires à raconter, titre mélancolique et premier degré, portant un regard sur le passé et l'avenir en mettant en scène Orelsan et Gringe,. Le clip réalisé par Greg & Lio (Grégory Ohrel et Lionel Hirlé, réalisateurs du clip Niggas in Paris de Kanye West et Jay-Z) est salué par les critiques, utilisant notamment la technique du cinémagraphe,. Madmoizelle qualifie ce clip d'« époustouflant » : « Des histoires à raconter se traverse doucement, comme pour refléter la mélancolie qui se dégage de ce son. Ça faisait bien longtemps qu’on n’avait pas pris de claque visuelle et artistique aussi puissante : on a sans doute ici l’un des plus beaux clips de l’année ! ». Le clip fait de nombreuses références cinématographiques avec Un jour sans fin, Retour vers le futur par des effets de transparence et par le bar des années 1950 à la fin, Fight Club avec un extrait du film, Inception avec la toupie noire qui tourne, ou encore Lucky Luke avec l'ombre désynchronisée de Gringe.
Si elle ne fait qu'une apparition très discrète dans les charts français en janvier 2015, Des histoires à raconter est le titre le plus populaire des Casseurs Flowters et le plus visionné du duo sur YouTube avec plus de 33 millions de vues en 2019.

## Piste
- Téléchargement numérique[9]

1. Des histoires à raconter – 6:44

## Classements hebdomadaires
| Classement (2015)       | Meilleure position |
| ----------------------- | ------------------ |
| France (SNEP Streaming) | 197                |